# Koszykarz samotny
Koszykarz samotny (Asthenes berlepschi) – gatunek małego ptaka z rodziny garncarzowatych (Furnariidae). Występuje w Ameryce Południowej – endemicznie na niewielkim terenie północno-zachodniej Boliwii. W Czerwonej księdze gatunków zagrożonych IUCN klasyfikowany jest jako gatunek bliski zagrożenia (NT, ang. Near Threatened).

## Systematyka
Takson ten po raz pierwszy zgodnie z zasadami nazewnictwa binominalnego opisał austriacki ornitolog Carl Eduard Hellmayr w 1917 roku na łamach „Verhandlungen der Ornithologischen Gesellschaft in Bayern”, bazując na spreparowanej skórze z kolekcji znajdującej się w Zoologischen Museum, Monachium (nr. 16583); holotyp ten odłowił Gustav Garlepp we wrześniu 1893 roku. Hellmayr nadał ptakowi nazwę Siptornis berlepschi, a jako miejsce typowe podał Chicani, w departamencie La Paz w północnej Boliwii. Badania molekularne obejmujące dużą część gatunków z podrodziny ogończyków opublikowane w 2011 roku nie obejmowały koszykarza samotnego, jednak część autorów uważa, że gatunek ten powinien być traktowany jako podgatunek koszykarza białobrzuchego Asthenes dorbignyi ze względu na podobieństwa w upierzeniu. Obecnie koszykarz samotny jest uznawany za gatunek monotypowy.

### Etymologia
- Asthenes: gr. ασθενης asthenes „nieistotny, mało znaczący”, od negatywnego przedrostka α- a-; σθενος sthenos „siła, moc”[12].
- berlepschi: na cześć Hansa von Berlepscha (1850–1915), niemieckiego ornitologa, kolekcjonera awifauny z Ameryki Południowej[13].

## Morfologia
Mały ptak o brązowych tęczówkach. Dziób długi i cienki, szarawy. Nogi i stopy niebiesko-szare. Głowa brązowa, bledsza w tylnej części, szarawy pasek brwiowy, kantarek i okolice uszu czarniawe. Kark i grzbiet ciepłobrązowy, jaśniejący w kierunku kupra. Pokrywy nadogonowe brązowo-rude. Skrzydła czarniawe z ciemnorudymi brzegami i zakończeniami lotek. Ogon długi, stopniowany, sterówki z lekko spiczastymi końcami, zewnętrzne dwie pary sterówek rude, trzecia częściowo ruda, częściowo czarniawa, reszta ogona czarniawa. Dolne części ciała jasne. Gardło, pierś i brzuch kremowobiałe, brzegi i pokrywy podogonowe rdzawe. Długość ciała 15–16 cm. Nie występuje dymorfizm płciowy. Młode osobniki mają ciemne końcówki piór na piersi.

## Zasięg występowania
Koszykarz samotny występuje na bardzo niewielkim obszarze na wschodnich stokach Andów w departamencie La Paz w północno-zachodniej Boliwii – w dolinie rzeki Consata i jej dopływów. Jego obecność stwierdzono w ostoi ptaków IBA „Tacacoma-Quiabaya y Valle de Sorata” (BO043). Zasięg występowania (EOO, Extent of Occurrence) według szacunków organizacji BirdLife International obejmuje około 4,8 tys. km². Występuje zazwyczaj w zakresie wysokości od 2300 do 3700 m n.p.m.

## Ekologia i zachowanie
Jego głównym habitatem są półsuche górskie zarośla m.in. Baccharis pentlandii i płaty roślinności w pobliżu siedlisk ludzkich, pastwisk i gospodarstw rolnych. Spotykany też jest na obrzeżach zdegradowanego lasu Polylepis oraz luźno rozmieszczonych stanowiskach introdukowanego eukaliptusa. Długość pokolenia jest określona na 2,9 roku. W zasadzie nie ma wiele informacji o diecie i sposobie żerowania, wiadomo, że dieta składa się prawdopodobnie głównie ze stawonogów. Żeruje pojedynczo lub w parach, podejmując pokarm z ziemi i niskiej roślinności.

### Rozmnażanie
Brak informacji o rozmnażaniu i gniazdowaniu tego gatunku oprócz tego, że buduje gniazda na drzewach.

## Status
W Czerwonej księdze gatunków zagrożonych IUCN koszykarz samotny jest uznawany za gatunek bliski zagrożenia (NT, ang. Near Threatened). Wielkość populacji nie jest oszacowana, a gatunek ten opisywany jest jako pospolity. Dane obserwacyjne wskazują, że występuje w dwóch osobnych populacjach. Uważa się, że ze względu na zmiany klimatyczne, powodujące zmniejszanie się naturalnego habitatu, trend liczebności populacji jest spadkowy.